# Орайтсаарі
Орайтса́рі (рос. Орайтсари) — невеликий острів у Ладозькому озері. Належать до групи Західних Ладозьких шхер. Територіально належить до Лахденпохського району Карелії, Росія.
Витягнутий з північного заходу на південний схід. Довжина 1,6 км, ширина 0,7 км.
Острів розташований в затоці Папіннієменселькя, між островами Тімонсарі на півночі та Кухка на півдні. Вкритий лісами.